# Хмелевка (приток Большого Суруша)
Хмелевка — река в России, правый приток Большого Суруша. Протекает в Шенталинском районе Самарской области, по небольшому участку около устья проходит граница с Исаклинским районом. Устье реки находится в 19 км по правому берегу реки Большой Суруш. Длина реки составляет 17 км.

## Данные водного реестра
По данным государственного водного реестра России относится к Нижневолжскому бассейновому округу, водохозяйственный участок реки — Сок от истока и до устья. Речной бассейн реки — Волга от верховий Куйбышевского вдхр. до впадения в Каспий.
Код объекта в государственном водном реестре — 11010000612112100005785.